# T3 Coupé
T3 Coupé – wycieczkowy wagon tramwajowy eksploatowany w Pradze przez przewoźnika Dopravní podnik hlavního města Prahy. Autorką projektu była Anna Marešová, która wzorowała się na projektach tramwaju Tatra T3 stworzonych przez Františka Kardausa. Po raz pierwszy tramwaj zaprezentowano publicznie 25 sierpnia 2018 r. w czasie trwania festiwalu Designblok.

## Opis

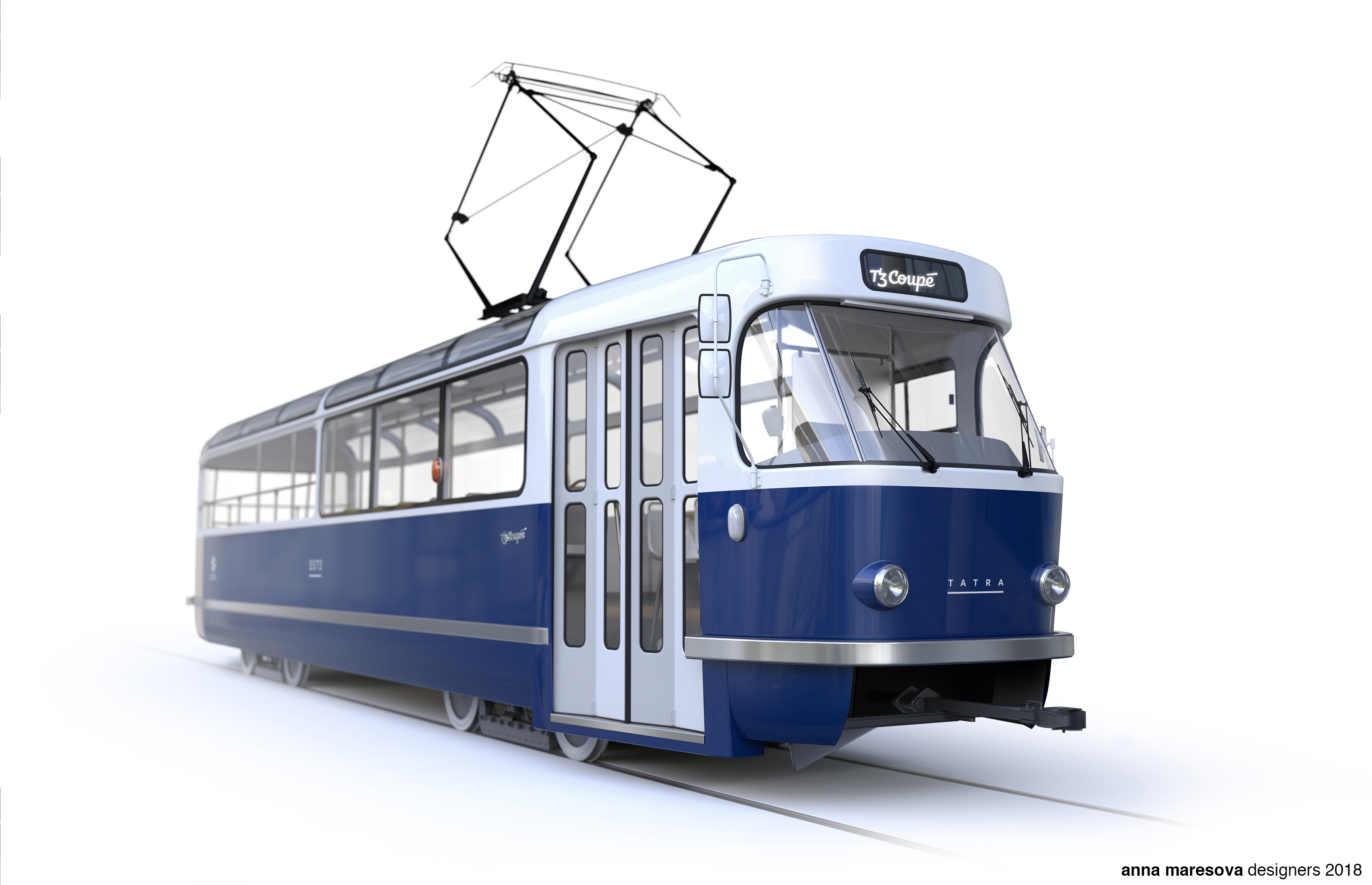
Wizualizacja tramwaju autorstwa Anny Marešovej

Zgodnie z pierwotnymi planami nadwozie tramwaju miało być całkowicie odkryte, ale ostatecznie postanowiono o zamontowaniu nadwozia Coupé z uwagi na bezpieczeństwo pasażerów i możliwość eksploatacji w porze zimowej. Tramwaj T3 Coupé powstał w wyniku przebudowy praskiego tramwaju typu Tatra T3R.P nr 8497. Przód tramwaju pochodzi ze skasowanej Tatry T3M nr 8038. Wewnątrz oraz na zewnątrz umieszczono elementy nawiązujące wyglądem do różnych modyfikacji Tatry T3 i modeli produkowanych wcześniej. Inspirację przy projektowaniu tramwaju autorka zaczerpnęła również z wyglądu autobusu Škoda 706 RTO LUX, który reprezentuje styl towarzyszący Wystawy Światowej w Brukseli w 1958 roku. W przeciwieństwie do standardowych tramwajów model T3 Coupé wyposażony jest tylko w jedne drzwi, zamontowane w przedniej części nadwozia. Po wejściu do tramwaju pasażerowie otrzymują specjalny bilet na przejazd.